# Crkva sv. Mihovila Arhanđela u Kaunasu
Crkva sv. Mihovila Arhanđela ili Garnizonska crkva (lit.: "Įgulos bažnyčia") je rimokatolička crkva u Kaunasu u Litvi.

## Zemljopisni položaj
Nalazi se na 54°53'49 sjeverne zemljopisne širine i 23°55'16 istočne zemljopisne dužine.
Smještena je u glavnoj šetnici u Kaunasu, Laisveškoj aleji, zatvarajući perspektivu.

## Povijest
Sagrađena je 1893. u neobizantskom stilu za posadu u tvrđave u Kaunasu.
Koristili su je rimokatolički vojaci kao vojnu crkvu za vrijeme međuraća. 
Za vrijeme sovjetske okupacije (u Litvi se sovjetska vlast smatra okupacijskom, op.č.), koristilo ju se kao umjetničku galeriju, a danas služi kao rimokatolička crkva. 
Drugo popularno ime za ovu crkvu je Soboras.  
Kod ulaza u crkvu, ali s unutarnje strane na desno je ulaz u katakombe, kojeg se otvara posjetiteljima na njihovu zamolbu.

## Galerija
- Kupola s unutarnje strane i litavska zastava podijeljena u tri odvojene jednobojne zastave
- Zaglavni kamen crkve s golubom kao duhom svetim
- Stupovi pročelja
- Bareljef na pročelju